# Чумацкий тракт в Мариуполе
«Чумацкий тракт в Мариуполе» — картина русского художника Архипа Куинджи (1841/1842—1910), написанная в 1875 году. Картина является частью собрания Государственной Третьяковской галереи (инв. 876). Размер картины — 106 × 213 см.

## Описание
Сюжет картины географически связан с Мариуполем, где родился и вырос художник. Его действие разворачивается в южных степях, по которым молодой Куинджи проходил на его пути в Феодосию. Чумаками в то время называли торговцев или возчиков, которые отправлялись на волах к Чёрному и Азовскому морям за рыбой и солью и развозили их по ярмаркам, а также занимались доставкой других товаров. «...Грязь невылазная, дорога, мокрые волы и не менее мокрые хохлы, мокрый пес, усердно воющий у дороги о дурной погоде. Все это как-то щемит за сердце», — писал об этой картине Всеволод Гаршин.

## История
Картина «Чумацкий тракт в Мариуполе» была показана в 1875 году на 4-й выставке Товарищества передвижных художественных выставок («передвижников»). Вместе с другими реалистическими картинами художника начала 1870-х, такими как «Осенняя распутица» (1872) и «Забытая деревня» (1874), картина «Чумацкий тракт в Мариуполе» была с одобрением воспринята демократическими изданиями. Это было завершение периода сближения Куинджи с передвижниками, и в 1875 году он стал полноправным членом Товарищества.
Павел Третьяков приобрёл картину «Чумацкий тракт в Мариуполе» прямо с выставки 1875 года. В 1878 году за это полотно, вместе с картинами «На острове Валааме» (1873, ГТГ), «Украинская ночь» (1876, ГТГ) и «Степь» (1875, ЯХМ), Куинджи было присвоено звание классного художника 1-й степени

## Отзывы
Искусствовед Владимир Петров писал в своей статье, посвящённой 150-летию со дня рождения Архипа Куинджи, сравнивая эту картину с «Забытой деревней»:
Сходные интонации живут и в картине «Чумацкий тракт в Мариуполе» (1875, ГТГ), где Куинджи изобразил тянущуюся по выгоревшей от палящего летнего солнца и мокрой от бесконечных осенних дождей бурой степи вереницу чумацких фур, которые волокут идущие по колено в глинистой жиже размокшей дороги волы. Выразительны детали картины: фигуры застывших под мокрыми рогожами чумаков, воющая у края дороги собака. Но было бы неверным видеть, подобно некоторым критикам, в этих «пасмурных» работах Куинджи лишь «протест, посланный в пространство».
А писатель Михаил Неведомский, автор биографии Куинджи, писал про картину «Чумацкий тракт в Мариуполе»:
Но наклонность к импрессионизму, к обобщенному трактованию сказывается здесь уже очень решительно. Не отдельные повозки или фигуры чумаков, а весь обоз, общее движение этой темной живой ленты, извивающейся по широкой степи, занимает художника. Все детали тонут, подчиненные общему впечатлению степных ненастных сумерек...